# Hrabstwo Juab

Piramida wieku hrabstwa

Hrabstwo Juab – hrabstwo w USA położone na środkowym zachodzie stanu Utah. W roku 2010 liczba mieszkańców wyniosła 10 246. Stolicą jest Nephi.

## Geografia

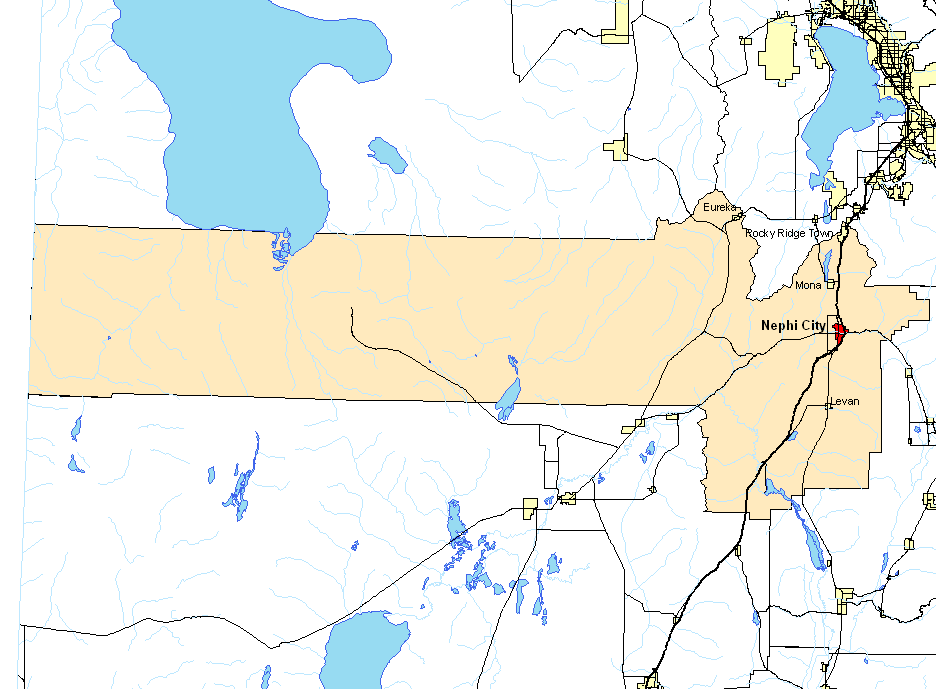
Juab

Całkowita powierzchnia wynosi 8 822 km². Z tego 38 km² (0.43%) stanowi woda.

### Miasta
- Eureka
- Levan
- Mona
- Nephi
- Rocky Ridge
- Santaquin

### Sąsiednie hrabstwa
- Tooele – północ
- Utah – północny wschód
- Millard – południe
- Sanpete – wschód
- White Pine w Nevadzie – zachód